# Maciej Knotz
Maciej Knotz (ur. 1760 w Budzie, zm. 18 grudnia 1835 tamże) – związany z Krakowem kupiec węgierski, właściciel licznych nieruchomości i przedsiębiorstw w Krakowie. 

## Życiorys
Był kupcem winnym z Węgier. Do Krakowa przybył w latach 90. XVIII wieku. Rozwinął tutaj działalność na dużą skalę – otworzył punkt handlu win, a także nabył nieruchomości przy ul. św. Jana (w tym budynki dawnego kościoła NMP na Żłobku wraz z klasztorem), które przebudował i otworzył tutaj zajazd „Pod Węgierskim Królem” (po licznych następnych rozbudowach przekształcony później w Hotel Saski, m.in. po nabyciu przez Knotza kamienic od strony ul. Sławkowskiej. W 1796 r. został przyjęty do prawa miejskiego w Krakowie. W roku 1813 zasłynął uratowaniem oddziału żołnierzy austriackich podczas powodzi. W kolejnych latach stopniowo poszerzał swój stan posiadania; nabył kolejne nieruchomości przy ul. św. Jana (budynek po kościele św. Urszuli), Szpitalnej, Starowiślnej, a także na przedmieściu Piasek.
Działał w Krakowskiej Kongregacji Kupieckiej i Towarzystwie Strzeleckim (bractwie kurkowym) – został m.in. pierwszym po długoletniej przerwie królem kurkowym (1834). Wspomagał liczne przedsięwzięcia charytatywne oraz budowę szpitali w Krakowie.